# Ingemar Erlandsson
Ingemar Erlandsson (16. listopadu 1957 Glimåkra – 8. srpna 2022) byl švédský fotbalista, obránce.

## Fotbalová kariéra
Ve švédské lize hrál za tým Malmö FF, nastoupil ve 230 ligových utkáních a dal 14 gólů. S Malmö FF dvakrát vyhrál ligu a čtyřikrát pohár. V Lize mistrů UEFA nastoupil v 11 utkáních, v Poháru vítězů pohárů nastoupil ve 12 utkáních, v Poháru UEFA nastoupil ve 14 utkáních a dal 1 gól a v Interkontinentálním poháru nastoupil ve 2 utkáních a dal 1 gól. Za reprezentaci Švédska nastoupil v letech 1978–1985 v 69 utkáních a dal 2 góly. Byl členem švédské reprezentace na Mistrovství světa ve fotbale 1978, nastoupil ve 3 utkáních.

## Ligová bilance
| Ročník                 | Zápasy | Góly | Klub     |
| ---------------------- | ------ | ---- | -------- |
| 1. švédská liga 1976   | 1      | 0    | Malmö FF |
| 1. švédská liga 1977   | 23     | 1    | Malmö FF |
| 1. švédská liga 1978   | 19     | 0    | Malmö FF |
| 1. švédská liga 1979   | 24     | 0    | Malmö FF |
| 1. švédská liga 1980   | 26     | 1    | Malmö FF |
| 1. švédská liga 1981   | 24     | 3    | Malmö FF |
| 1. švédská liga 1982   | 18     | 2    | Malmö FF |
| 1. švédská liga 1983   | 20     | 0    | Malmö FF |
| 1. švédská liga 1984   | 22     | 1    | Malmö FF |
| 1. švédská liga 1985   | 20     | 3    | Malmö FF |
| 1. švédská liga 1986   | 21     | 2    | Malmö FF |
| 1. švédská liga 1987   | 12     | 1    | Malmö FF |
| CELKEM 1. švédská liga | 230    | 14   |          |